# Anua fumida
Anua fumida là một loài bướm đêm trong họ Erebidae.